# Stefan Jarl
Stefan Jarl (Skara, 18 marzo 1941) è un regista svedese, vincitore del premio Guldbagge come miglior regista nel 1979.

## Biografia
Documentarista di fama, collaborò negli anni col collega Jan Lindqvist nello sviluppo di un'opera trentennale, Mods Trilogy, nella quale si segue la vita di un gruppo di alienati di Stoccolma dagli anni sessanta ai novanta.

## Filmografia
- Ett anständigt liv (1979)
- Det Sociala arvet (1992)
- Muraren (2002)

## Premi e riconoscimenti
European Film Awards
1993: - Miglior documentario - Det Sociala arvet
Guldbagge
1979: - Miglior regista - Efterskalv
2002: - Miglior documentario - Muraren